# 樺島のオオウナギ生息地

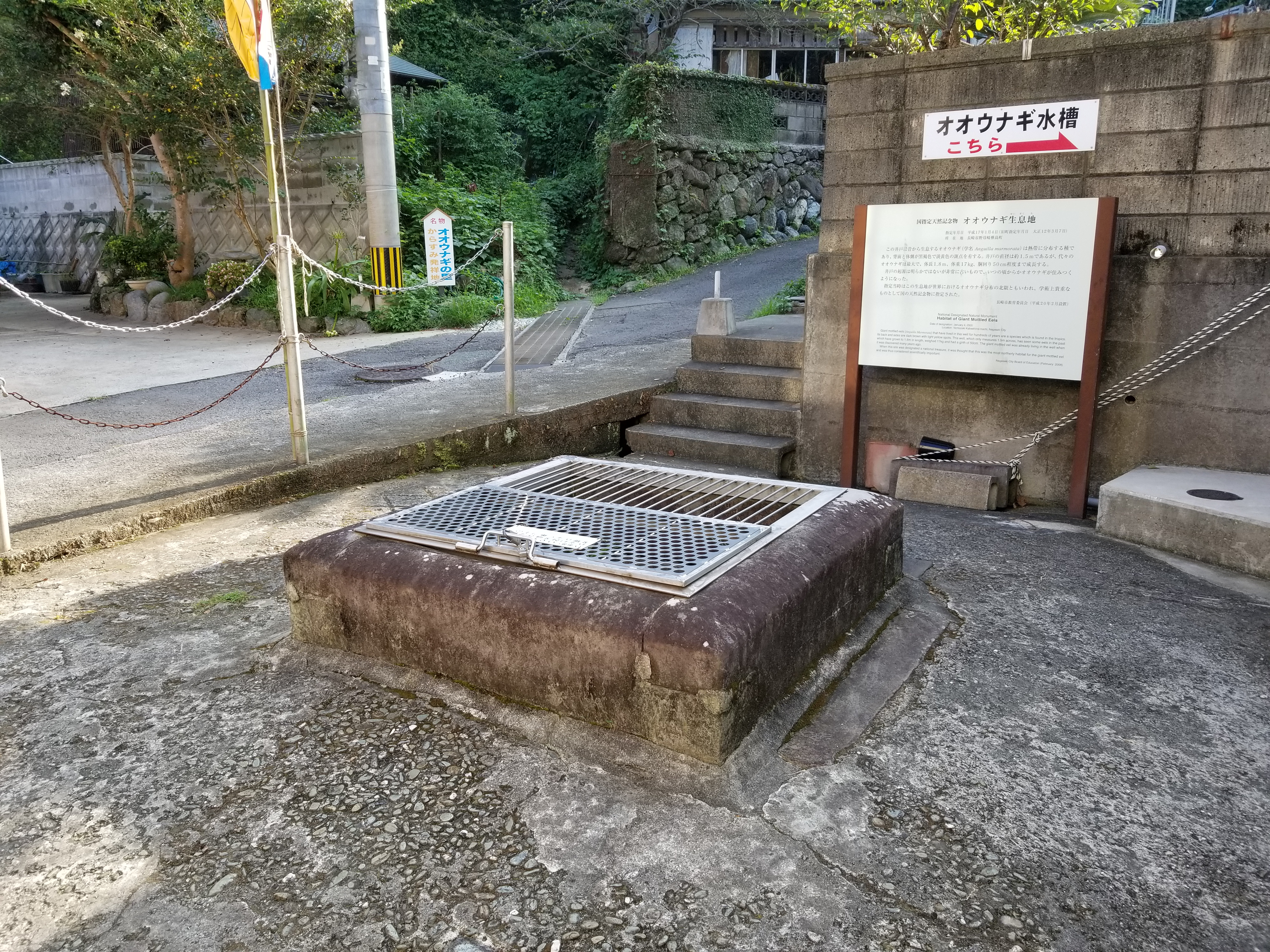
樺島のオオウナギ生息地の井戸。2017年8月16日撮影。

樺島のオオウナギ生息地（かばしまのオオウナギせいそくち）は、長崎県長崎市野母崎樺島町の樺島にある、国の天然記念物に指定されたオオウナギの生息する井戸である。
オオウナギ（英:Giant mottled eel）はウナギ目ウナギ科ウナギ属に属する魚であり、学名 Anguilla marmorata Quoy and Gaimard, 1824、標準和名はオオウナギ（大鰻）である。ウナギ科魚類は世界に19の種と亜種が確認されており、日本国内には3種が自然分布している。その1種であるオオウナギは熱帯性の魚類であり、日本国内では屋久島・種子島以南に多く生息し、奄美や沖縄ではウナギ（ニホンウナギ）よりも多く生息しており珍しくはないが、九州・四国・本州では生息数が少なく、利根川河口以南（以西）の太平洋沿岸と、長崎県以南の東シナ海沿岸の、暖流がぶつかる河口近くの河川水域に生息地が点在しており、それぞれ、国、県、市町村単位の天然記念物に指定されている。これら生息地のうち国の天然記念物に指定されているのは、和歌山県富田川水域の富田川のオオウナギ生息地、徳島県海部郡海陽町の母川水域、そして本項で解説する長崎県長崎市「樺島のオオウナギ生息地」の3件のみである。
天然記念物に指定された井戸のある樺島は、長崎市中心部から南南西方向の長崎半島南端部沖合の天草灘に浮かぶ面積2.22km2の小規模な有人島で、1986年（昭和61年）に本土側との間に架橋された樺島大橋により自家用車での往来が可能となった、人口約700人の水産業が盛んな島である。国の天然記念物に指定されたオオウナギ生息地は、入り江のような形状を持つ樺島漁港の、最奥部に形成された住宅密集地の一角に所在する共同井戸である。
この共同井戸には古くからオオウナギが住みついており、漁港と共同井戸を結ぶ小さな水路を遡ったオオウナギの稚魚が、共同井戸の石垣の隙間から内部へ侵入したものの、やがて体が成長してしまったため脱出できなくなり、そのまま井戸に住みついてしまうことを、少なくとも100年以上にわたり繰り返し続けた特異な環境の生育地であり、1923年（大正12年）3月7日に国の天然記念物に指定された。
ただし、指定地井戸での自然状態による生息は、1966年（昭和41年）を最後に途絶えており、他所から個体を譲り受け移入するなどしていたが、同じ樺島の南部にある田原川で1994年（平成6年）と2014年（平成26年）に捕獲された2匹のオオウナギが、指定地の井戸に隣接して設置された展示用水槽で飼育されている。なお、オオウナギは地域を定めずに種として国の天然記念物に指定されているのではない。国の天然記念物として指定されているのは、あくまでも分布の北限地帯である生息地としての環境と、当該指定地に生息するオオウナギの個体である。

## 解説

### 樺島の共同井戸
樺島でただ一つの集落のある樺島漁港周辺（現、野母崎樺島町）は、本土の長崎半島と樺島水道と呼ばれる小さな海峡を挟んだ樺島の北側に位置しており、国の天然記念物に指定されている共同井戸は、平地の少ない樺島の僅かな平地に家屋がひしめく、背後に山の急傾斜面が迫る民家と民家に挟まれた狭い場所に所在する。
行政区域としての樺島は1889年（明治22年）に、西彼杵郡樺島村 (長崎県西彼杵郡)として発足し、1955年（昭和30年）に周辺の4ケ村と合併し野母崎町となり、2005年（平成17年）には野母崎町も長崎市に編入され、今日では樺島の島域全体は長崎市野母崎樺島町となっているが、明治期の樺島村の発足時以来、住所表記としての大字は設定されていない。ただし、地域住民が使う小字は存在し、国土地理院の発行する2万5千分1地形図（野母崎図幅）では、野母崎樺島町の地名が記された樺島漁港の東側に「新町」、西側に「古町」の地名も記されている。天然記念物に指定された1923年（大正12年）の告示にも、指定地の住所は「長崎県西彼杵郡樺島村（大字なし）字岩瀬戸1604番 樺島有溜池十九歩」とされ、大字は設定されておらず、共同井戸の所在地について各種文献や資料では、樺島の「水浦」「水の浦」「水ノ浦郷」などと記載されている。
この共同井戸は小規模なものであるが、一般的に多少なりとも塩分を含む漁港近くの井戸としては真水を得られる貴重な水源として、古くから樺島の人々に利用された歴史のある井戸であり、長崎市役所のホームページによれば、地表面は約1.6メートル四方のコンクリートで囲まれた正方形で、井戸本体は石積みの円筒状で、内壁の石垣の隙間にはシダが生えている。井戸の深さは約3メートルほどであるが、オオウナギが井戸の中に生息していた頃は今日よりも水量が多く、資料により若干数値が異なるが、深さは4.2メートルから5メートル、平常の水位（水深）は1.4メートルから2メートルであった。
この井戸から流出する小さな流れは、密集する民家の間を暗渠や溝渠の細流となって300メートルほど東の樺島漁港へ流出しており、かつてオオウナギの稚魚は、この小さな流れを伝って海から遡り、共同井戸の石垣の隙間から井戸の中に侵入したものと考えられている。類似する生育環境として、かつて国の天然記念物に指定されていた浄ノ池特有魚類生息地（静岡県伊東市）に生息するオオウナギが知られていたが、こちらは1982年（昭和57年）に指定解除されている。オオウナギの生息地として国の天然記念物に指定されている他の2件（和歌山・徳島）は、いずれも河川を指定域とする比較的広い水域であり、共同井戸のような極めて狭小な指定地は樺島のオオウナギ生息地のみである。

### オオウナギの代替わり
国の天然記念物としての樺島のオオウナギ生息地は、あくまでも指定地としての環境であり、特定のオオウナギの個体ではない。この井戸にいつからオオウナギが住み付いていたのか正確な史料が存在しないため不明であるが、井戸に棲みつく大鰻として古くから樺島の人々によく知られており、少なくとも明治期には棲息していたと考えられている。かつて初夏の頃には井戸から海に注ぐ細流を、オオウナギの稚魚が水路を真っ黒にするほど大量に遡っていたという。
1938年（昭和13年）に当時の文部省が発行した『天然紀念物調査報告 動物之部第三輯』の中で樺島のオオウナギ生息地の項目は、日本の衛生動物研究の先駆者として知られる鏑木外岐雄によって記載報告されている。
鏑木によれば、天然記念物指定時の告示で指定地とされた溜池は、樺島の水ノ浦郷地区にある直径1メートル半ほどの井戸で、深さは4メートル半、水深は通常時では1メートル半ほどであるが、毎年秋になるとオオウナギの背中が水面に現れるほど減水する。この井戸に古くから棲み付くオオウナギは樺島だけでなく近隣一帯で有名であったといい、観覧者がカニやドジョウ、さらにはカマボコなどを投げ入れ、井戸の水が不潔になるので、天然記念物に指定される2年前の1921年（大正10年）に、井戸にフタを設置して、訪問者が無暗に物を投げ込まないようにした。
鏑木の聞き取りによれば、数十年前、かなりの太さのオオウナギを井戸から釣り上げて試食した外国人がいたが、たちまち腹痛を起こし死亡してしまったと言われており、それ以来、一部の樺島の人々は祟りを恐れ、オオウナギを井戸の主として触らないようにしているという。この時点での樺島の井戸に棲むオオウナギは、体長約1メートル半、胴周り45センチ余り、体重9キログラムで、体表面の所々に斑模様があった。普段は井戸の底に潜んでほとんど動かないが、餌を投げ入れると大きな口を開けて一口で吞み込んだという。
その後の樺島のオオウナギに関する記録としては、長崎大学名誉教授の外山三郎（とやまさぶろう）による同大学退官記念として1967年（昭和42年）に発刊された『長崎県の天然記念物』で、外山自身が1962年（昭和37年）の夏と1965年（昭和40年）の秋の2度にわたり、この井戸を訪れた様子が記されている。樺島大橋が架橋される前のことで、当時は長崎半島先端部の脇岬の港から船で樺島にわたり、深く切れ込んだ港の奥で上陸し、水浦地区の家屋の間を分け入った指定地の共同井戸に、体長2メートル近い巨体のオオウナギが棲んでいて、この当時（1962年）で4代目、もしくは5代目だといわれていた。外山が脇の家で売っているドジョウを買って井戸へ投げ込むと、オオウナギは悠然と水面に浮かびあがり、パクリとドジョウを食べたという。
次に外山が樺島を訪れたのは1965年（昭和40年）の秋のことであったが、この時に井戸のオオウナギは代変わりしていて、体長は1メートルほどであったという。当時の長崎大学教育学部学部長の森田真一によると、明治以後の第5代目は1961年（昭和36年）8月に死亡し、1963年（昭和38年）3月に、体長90センチの第6代目が姿を現したとしており、資料により何代目か年次に差異があるが、この井戸に棲みつくオオウナギは、長年にわたり発生と死亡を繰り返してきたものと考えられている。
ところが、この6代目オオウナギは1966年（昭和41年）の5月、もしくは6月に若死にしてしまった。外山が調べると、数年ほど前に樺島には上水道が整備されたため、長年にわたり生活用水として使用されてきた共同井戸は使用されなくなっていたことが分かった。井戸が使われなくなると水の循環が滞るため、水中の酸素が欠乏し酸欠状態になったことは明らかで、水質も著しく悪化したため、オオウナギは弱まってしまい死亡したものと推定された。当時の樺島町では様々な対策を練り、手を尽くしたがオオウナギは戻らず、結果的にこの6代目が、樺島の指定地における最後の自然発生のオオウナギ個体になってしまった。

### 鹿児島からの移入

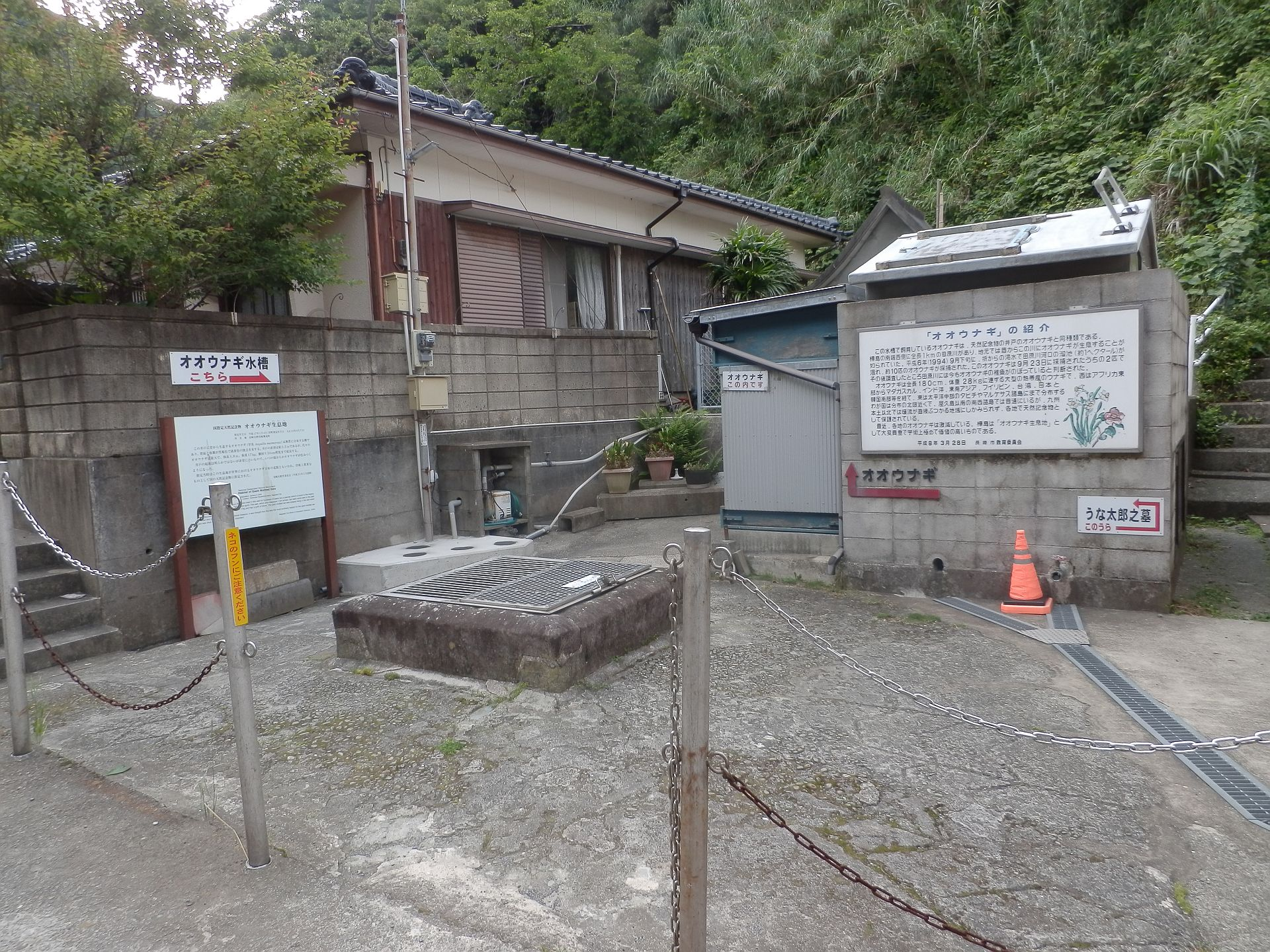
民家のある路地側から見た指定地の井戸。画像右手の解説板が掲示されたブロック壁の内側に水槽が設置されている。2016年5月19日撮影。

長崎県内では男女群島の男島の細流にオオウナギが棲み付いていることが確認されているものの、本土側での安定した生息は樺島以外ではほとんどなく、稀に川を遡上し発見されニュースになることがある。前述した長崎大学の外山は戦前の1929年（昭和4年）の晩秋、長崎市内の大浦天主堂近くを流れる大浦川で、連夜さかのぼるオオウナギの姿が長崎市民に目撃され、多くの見物人が集まり大騒ぎになったことを記憶しており、当時の大浦川は水質もよく水量も豊富であったという。
1962年（昭和37年）には西彼杵半島の神浦川や、島原半島の小浜町 (長崎県)（現雲仙市）の金浜川で捕獲されており、いずれも体長1.5メートル、胴周り35センチメートル、体重12キログラムの巨体であった。1973年（昭和48年）8月19日には、五島列島福江島西部の岐宿町（現五島市）の浦の川で1.3メートル、胴周り40センチメートル、1976年（昭和51年）9月6日には、南串山町（現雲仙市）の川で97センチメートル、胴周り20センチメートルの個体が確認されるなど、長崎県内各所でオオウナギの遡上が確認されていたが、樺島では井戸と海の間がコンクリートで固められるなど、自然状態での遡上は6代目死亡以降確認されないままであった。
こうしたことから地元の有志らはオオウナギを他所から移入することを検討し、他県各所への協力依頼と交渉を行い、尽力の甲斐あって1972年（昭和49年）の1月6日に鹿児島県の池田湖から、体長120センチメートル、体重3.5キログラムのオオウナギ1匹を指定地の共同井戸へ移入することができ、井戸の中にポンプを設置し常に酸素を供給するようにした。これが7代目であり、一時期、眼病に冒されたこともあったが、地域住民らの手厚い保護を受け順調に成長し、1981年（昭和56年）8月2日の調査では、体長148センチメートル、胴周り45センチメートル、体重は13.7キログラムに成長していたが、その後死亡し、続いて8代目として1986年（昭和61年）に再び鹿児島県よりオオウナギが移入された。この8代目は「うな太郎」の愛称がつけられ長年にわたり親しまれた。

### 長崎半島周辺の生育確認と樺島での飼育

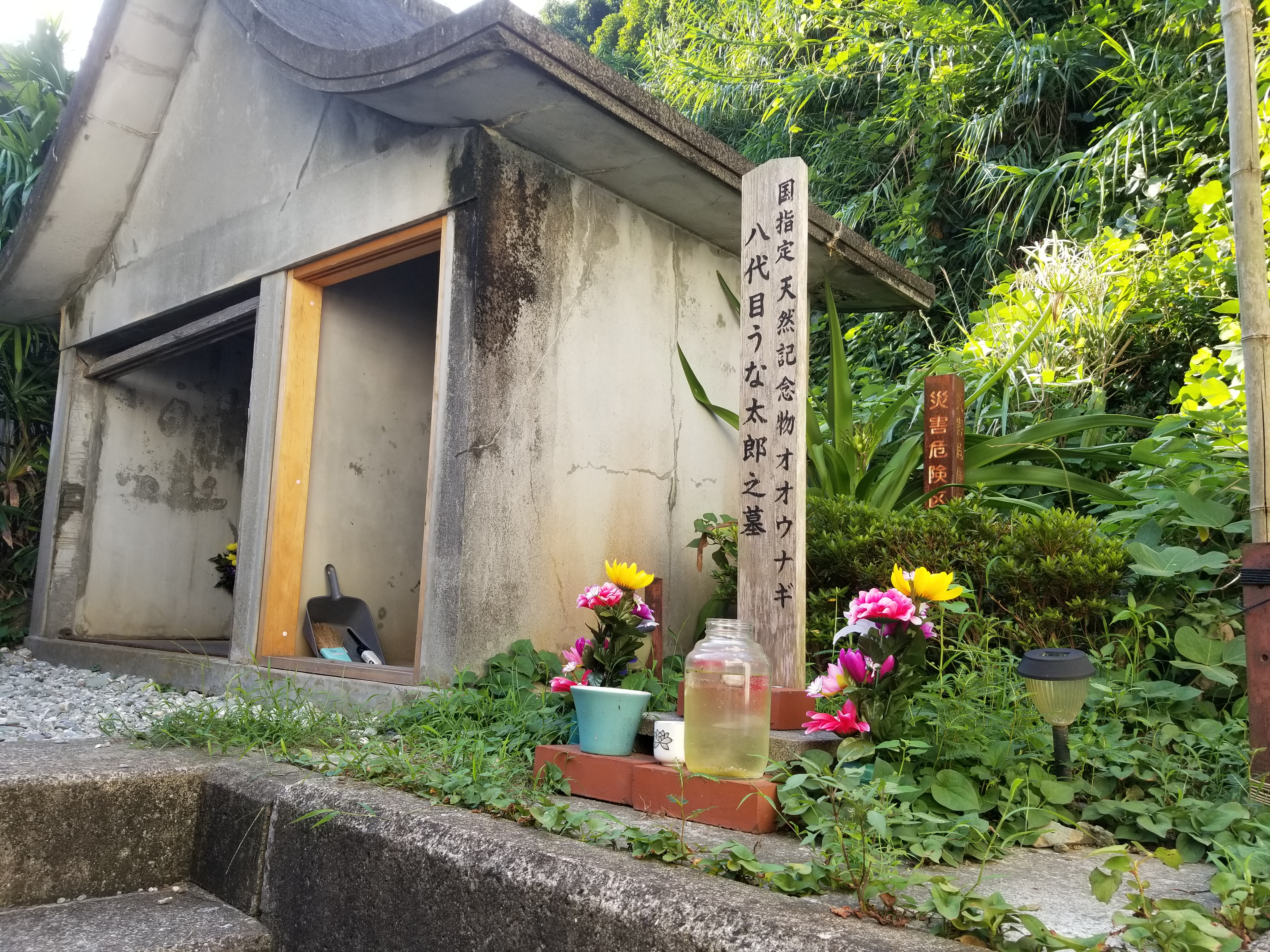
8代目うな太郎の墓。指定地井戸の裏側にある。2017年8月16日撮影。

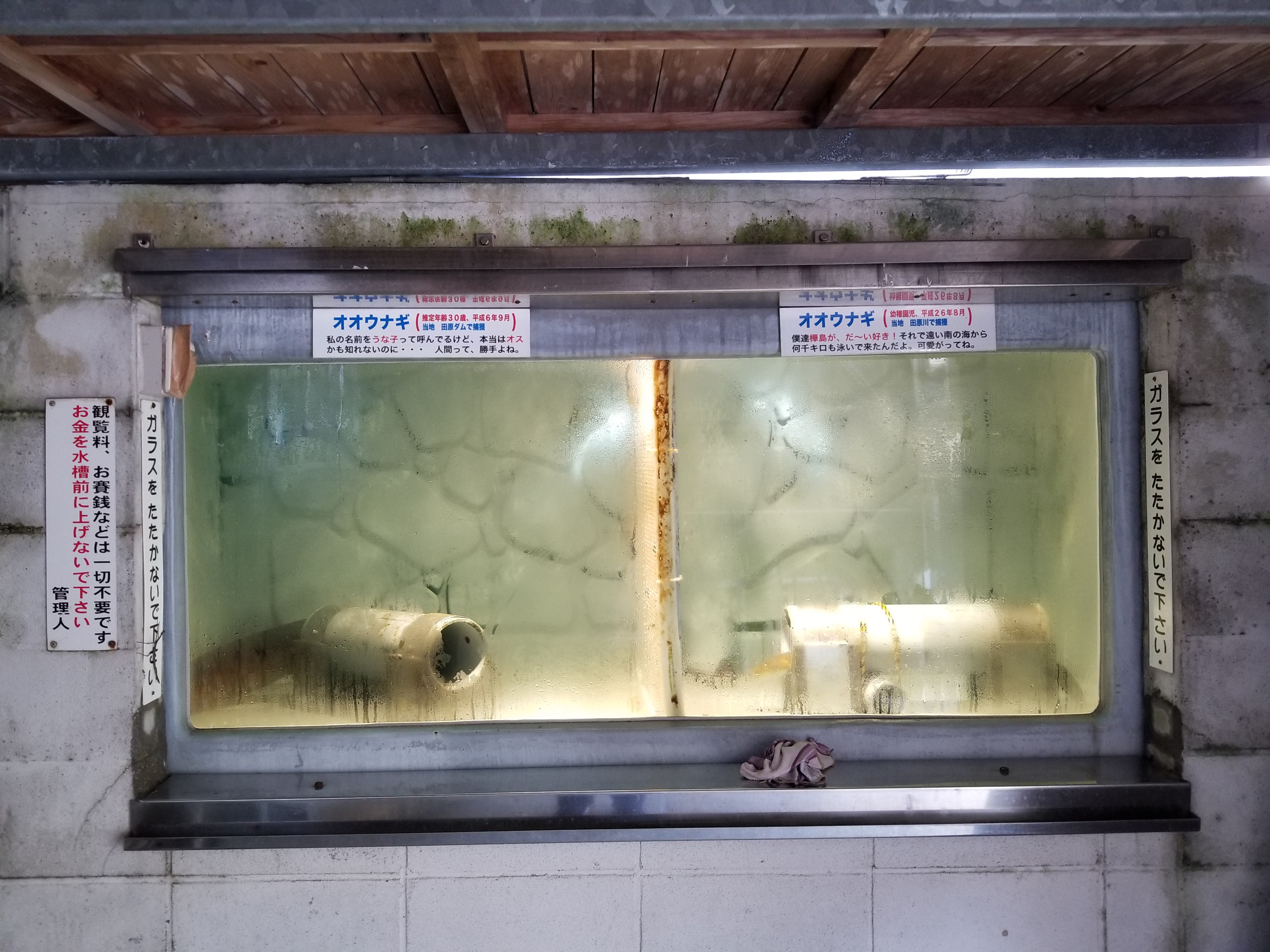
樺島南部の田原川水系で捕獲された2匹のオオウナギ。指定地井戸隣の観察用水槽で飼育されている。
左が「うな子」で、右は2014年（平成26年）8月に捕獲された若い個体で「幼稚園児」と表記されている。2017年8月16日撮影。

同じ樺島の田原川で1994年（平成6年）9月下旬に、オオウナギ10匹が捕獲された。田原川は樺島の南西部にある延長1キロメートルほどの小さな河川で、指定地井戸のある樺島の集落から山を越えた場所にあるが、この川の河口付近に約1ヘクタールのため池（簡易水道水源用に造られた地下ダムの一部）があり、この年の夏の渇水により池の水が干上がり、数匹のオオウナギがのたうち回っているのが発見され保護された。この川にオオウナギが生息していることは樺島の島民の間では昔から知られていたといい、その後の調査により田原川でオオウナギの稚魚（シラスウナギ）の遡上していることが確認された。
この時に保護された10匹のうち、2匹が指定地井戸に隣接して設置された展示用の水槽で飼育されることとなり、それぞれ「うな子」「うな次郎」と愛称がつけられ、井戸に棲む「うな太郎」と合わせ、指定地では3匹のオオウナギを見学することができた。これらのオオウナギは地元の有志によって管理と採餌が行われ、指定地の井戸は1年に1度、地域住民総出で大掃除が行われていた。2010年（平成22年）10月15日の大掃除の際には3匹の計測が行われ、井戸の「うな太郎」は全長179センチメートル、胴周り45センチメートル、体重12.6キログラム、水槽の「うな子」は全長145センチメートル、胴周り46センチメートル、体重11.5キロメートル、「うな次郎」は全長150センチメートル、胴周り43.5センチメートル、体重10.75キログラムであった。
しかし、それから半年も経たない2011年（平成23年）2月24日、井戸に棲む8代目「うな太郎」は死んでしまった。死因は老衰であると考えられ、1986年（昭和61年）に移入された経歴から考えて推定年齢は30歳であった。水槽の裏側には「8代目うな太郎の墓」が造られ、墓標の前には地域の人々によって常に供養の花が供えられている。
これ以降、指定地井戸の中にオオウナギは生息しておらず、水槽の2匹のうち「うな次郎」も死亡してしまったが、樺島を含む長崎半島周辺一帯では今日もオオウナギが遡上し続けており、2005年（平成17年）10月5日に諫早市飯盛町の田結川、2009年（平成21年）1月20日に長崎市内の浦上川、2010年（平成22年）と2012年（平成23年）の2度にわたり長崎市内の繁華街にある銅座川でオオウナギが捕獲されている。
同じ2012年の11月29日に、樺島にも近い長崎半島西南部の長崎市高浜町を流れる江川で採捕された個体は、河口から1キロほど上流で衰弱していたところを住民に発見され、廃品の浴槽に入れられたが、腹側全体が充血しスレ傷があるなど瀕死の状態で、翌30日に長崎ペンギン水族館の予備水槽へ入れたものの12月6日に死亡してしまった。この個体はメスで体長は108センチメートルであった。
長崎県自然環境課によるレッドデータブックによれば、長崎県下におけるオオウナギのカテゴリは「情報不足」として扱われているが、樺島の田原川では時々ではあるが遡上が確認され続けており、2014年（平成26年）8月に田原川で捕獲されたオオウナギが「うな次郎」に代わって水槽で飼育されている。

## 交通アクセス
所在地
- 長崎県長崎市野母崎樺島町。

交通
- JR九州長崎本線長崎駅下車、長崎駅前南口から長崎自動車路線バス樺島行き乗車約60分、終点樺島バス停下車、徒歩10分。
- 長崎自動車道長崎インターチェンジより国道499号経由、約57キロメートル、車で約90分。